# Gerda Nilsson (operasångerska)
Gerda Cecilia Maria Peyron, tidigare Nilsson, född 2 juli 1874 i Sankt Nikolai församling, Stockholms stad, död där 13 februari 1940 i Oscars församling, Stockholms stad, var en svensk operasångerska (sopran).

## Biografi
Gerda Nilsson studerade sång vid Musikkonservatoriet i Stockholm för Julius Günther 1891–1893 och hade samtidigt anställning som körsångerska vid Kungliga Teatern. År 1894 debuterade hon på Vasateatern och var knuten dit under två år, varefter hon tillhörde Södra Teatern 1896–1897. År 1897 engagerade hon av Albert Ranft till Arenateatern i Stockholm, där hon hade framgångar som Fiametta i Boccaccio. Efter sångstudier i Paris 1897 och för Signe Hebbe 1898 debuterade Gerda Nilsson som Mignon på Kungliga Teatern 1899. Hon framträdde därefter sporadiskt på stockholmsoperan och från slutet av 1920-talet verkade hon som sångpedagog och gav plastiklektioner. Hon hade störst framgångar med fransk repertoar, bland hennes roller märks Orestes i Sköna Helena, Cupido i Orfeus i underjorden och Berenice i Clairette i dragonlägret. 
Gerda Nilsson var dotter till skomakarmästaren Johan Nilsson. Hon var från 1901 gift med kanslisekreterare Alfred Peyron. Makarna var svärföräldrar till Erik Zethelius. De är begravna på Norra begravningsplatsen utanför Stockholm.